# 질산 은
질산 은(Silver nitrate, AgNO3)은 은의 질산염이다. 물에 잘 녹는 은염이어서 다양한 용도로 쓰인다.